# Clarke County, Mississippi
Clarke County är ett administrativt område i delstaten Mississippi, USA. År 2010 hade countyt 16 732 invånare. Den administrativa huvudorten (county seat) är Quitman. 

## Geografi
Enligt United States Census Bureau så har countyt en total area på 1795 km². 1790 km² av den arean är land och 5 km² är vatten. 

### Angränsande countyn
- Lauderdale County - nord
- Choctaw County, Alabama - öst
- Wayne County - syd
- Jasper County - väst